# Randoald Dessarzin
Randoald Dessarzin (* 23. Juni 1964 in Pruntrut) ist ein schweizerischer Basketballtrainer.

## Werdegang
Dessarzin wuchs im Jura auf. Im Alter von 17 Jahren ging er für ein Jahr an eine Schule in den US-Bundesstaat Oklahoma. Er studierte Sport in Basel.
1994 übernahm Dessarzin das Traineramt beim Zweitligisten BC Boncourt. Unter seiner Leitung gelang 1996 der Aufstieg in die dritte Liga, 1997 in die Nationalliga B und 1998 in die Nationalliga A. 2003 führte der hauptberuflich als Lehrer für Englisch und Sport tätige Dessarzin Boncourt zum Gewinn der Schweizer Staatsmeisterschaft. Der Erfolg wurde 2004 wiederholt. 2005 gewann er mit Boncourt den Schweizer Pokalwettbewerb sowie 2005 und 2006 den Ligapokal. 2005 erreichte er mit Boncourt im europäischen Vereinswettbewerb FIBA Europe Cup das Viertelfinale.
2007 verliess Dessarzin die Schweiz und nahm das Angebot an, beim französischen Erstligisten JDA Dijon als Cheftrainer zu arbeiten. Im Januar 2010 wurde er in Dijon entlassen. Bereits seit 2009 übte er neben seiner Aufgabe in Dijon das Amt des Nationaltrainers der Elfenbeinküste aus. Bei der Afrikameisterschaft 2009 zog die Elfenbeinküste unter der Leitung des Schweizer Trainers ins Endspiel ein, verlor dieses jedoch gegen Angola. Dessarzin betreute die Nationalmannschaft auch bei der Weltmeisterschaft 2010. Danach kam es zur Trennung.
Dessarzin legte eine Basketballpause ein, ehe er im September 2011 das Traineramt bei den Lugano Tigers antrat. Im Spieljahr 2011/12 gewann er mit der Mannschaft drei Titel: Die Schweizer Meisterschaft, den Pokalwettbewerb sowie den Ligapokal. Nach dem Ende des Spieljahres 2012/13 gab er das Amt in Lugano ab.
Er setzte seine Trainerlaufbahn beim Zweitligisten BBC Lausanne fort. 2014 und 2016 gewann der Verein unter Dessarzin als Trainer die Meisterschaft in der Nationalliga B, nach dem zweiten dieser Erfolge stieg man in die Nationalliga A auf. Im Frühjahr 2017 durchlebte er mit dem BBC Lausanne eine wirtschaftlich bedrohliche Phase, der Verein stand kurz vor der Pleite. Im selben Jahr entstand aus der Zusammenlegung der Vereine BBC Lausanne und Pully Basket die Mannschaft Pully-Lausanne Basket, Dessarzin wurde Trainer der Spielgemeinschaft. 2020 zog sich der Verein aus der ersten Liga zurück. 2023 kehrte Dessarzin mit Pully-Lausanne als Zweitligameister in die höchste Schweizer Spielklasse zurück.